# Interstuhl Büromöbel
Die Interstuhl Büromöbel GmbH & Co. KG ist ein Bürostuhlhersteller im Meßstettener Stadtteil Tieringen im schwäbischen Zollernalbkreis.

## Geschichte

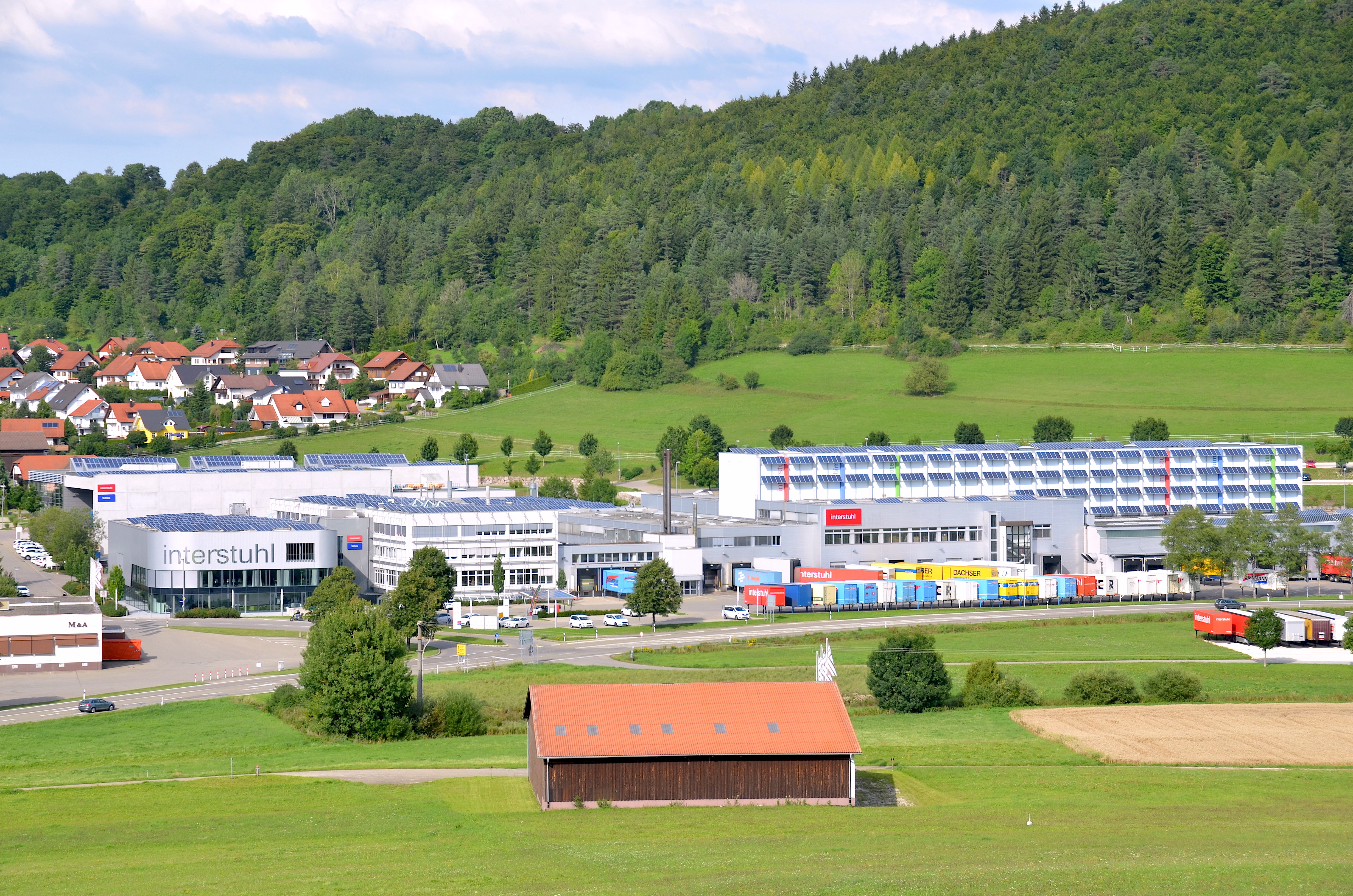
Firma Interstuhl (2017)

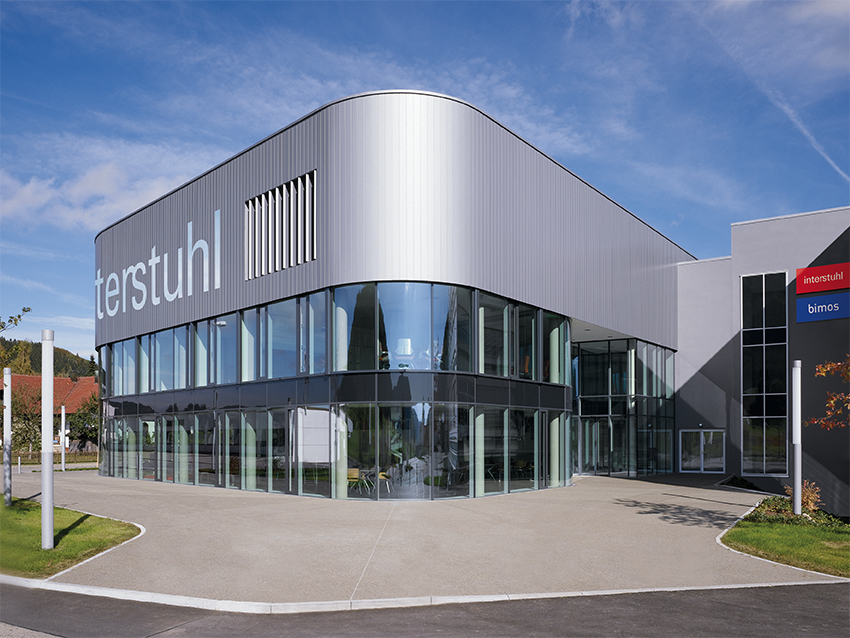
Gebäude Arena von Interstuhl, Ausstellungsraum in Tieringen (2019)

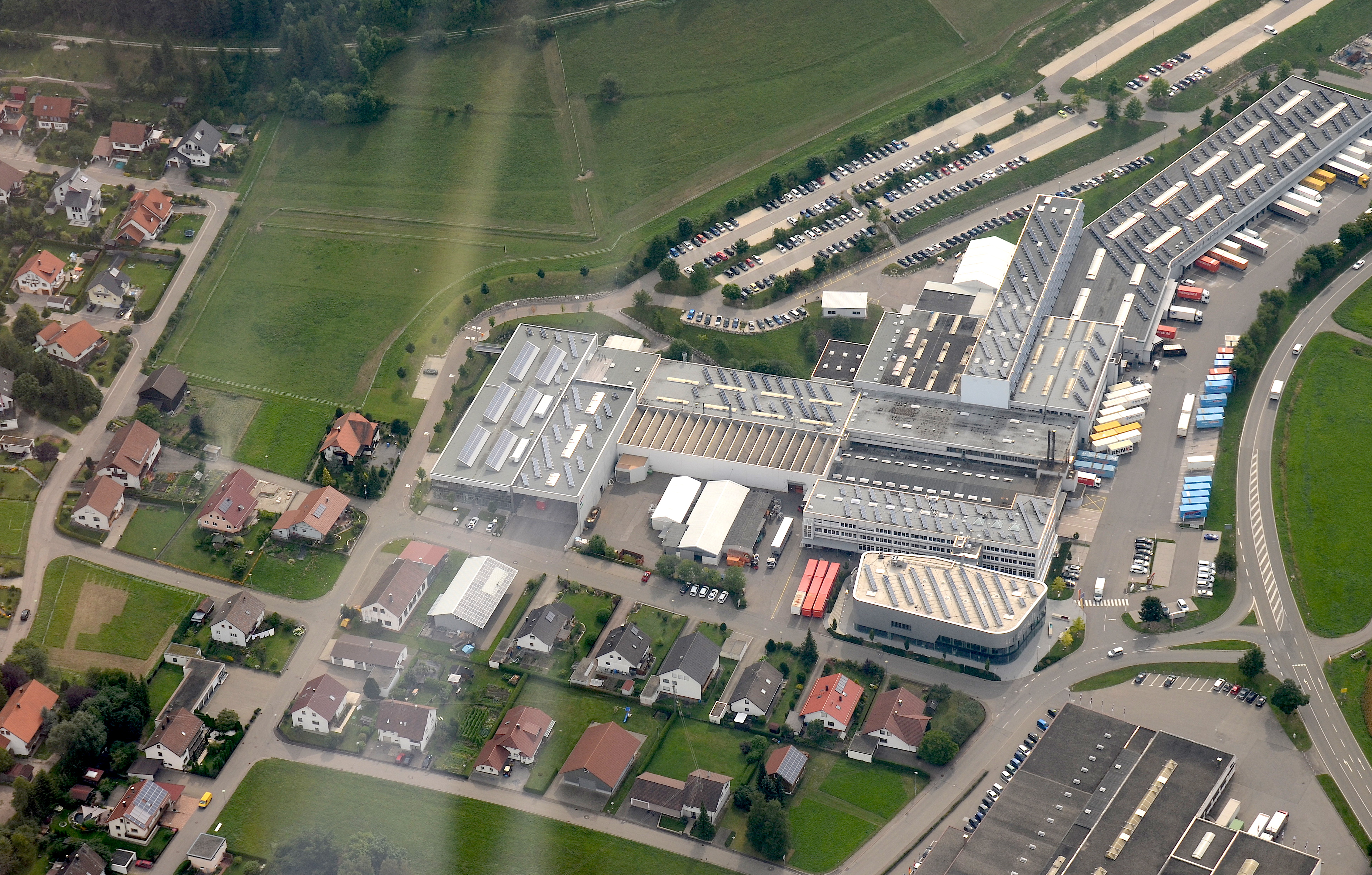
Firma Interstuhl (2013)

Das Schmiedehandwerk hatte in der Familie Link seit 1731 Tradition. 1930 waren die Zeiten wirtschaftlich unsicher, dennoch übernahm Wilhelm Link die Tieringer Dorfschmiede. Trotz der Auswirkungen der Weltwirtschaftskrise liefen die Geschäfte gut, bis nach dem Zweiten Weltkrieg die Arbeit des Hufschmieds immer seltener nachgefragt wurde. So begannen Wilhelm Link und sein Sohn Werner Link im Jahr 1960 Untergestelle für Nähmaschinen zu bauen. Da die zahlreichen Näherinnen bei der Arbeit sitzen mussten, wurde ein Versorgungsmangel zur Geschäftsidee: Sie ergänzten das Angebot durch Stühle. 1967 wurde schließlich die Marke „Interstuhl“ eingeführt. Mit der ersten größeren Werkserweiterung zog Interstuhl 1969 an den heutigen Standort in der Brühlstraße und richtete dort die erste Pulverbeschichtungsanlage ein. Das Unternehmen begann Bürodrehstühle zu entwickeln. Heute wird Interstuhl in der dritten Generation durch Helmut und Joachim Link geführt. Über Niederlassungen und Fachhandelspartner vertreibt Interstuhl seine Stühle weltweit.
In den vergangenen Jahren hat Interstuhl rund 20 Millionen Euro in den Standort Tieringen investiert und ist mittlerweile der drittgrößte Arbeitgeber im Zollernalbkreis.

## Unternehmen heute
Interstuhl ist ein unabhängiges, inhabergeführtes Familienunternehmen.
Standort: Meßstetten-Tieringen
Gesamtfläche: 59.000 m²
Produktionsfläche: 36.000 m²
Im Jahre 2021 betrug die Beschäftigtenquote für Menschen mit Behinderung 9,4 %. Interstuhl investierte 0,5 % des Umsatzes in freiwillige, kulturelle und soziale Projekte. Die Eigenkapitalquote liegt nach Eigenaussage über 50 %.
Das Unternehmen vermarktet seine Produkte unter den Markennamen Interstuhl,  Bimos und Backforce.